# Поссе, Николас
Николас Хосе Поссе (исп. Nicolás José Posse; род. 31 декабря 1965) — аргентинский политик и промышленный инженер, глава Кабинета министров страны с 10 декабря 2023 по 27 мая 2024 года при президенте Хавьере Милее. До прихода в политику Поссе занимал руководящую должность в Aeropuertos Argentina 2000. Поссе сыграл важную стратегическую роль в президентской кампании Хавьера Милея в 2023 году.

## Карьера в частном секторе
Поссе учился в Технологическом институте Буэнос-Айреса, который окончил в 1989 году, и в Кембриджском университете.
Поссе начал свою карьеру в Molinos Río de la Plata, а затем стал генеральным директором отдела беспошлинных продаж в Aeropuertos Argentina 2000, подразделении Американской корпорации Эдуардо Энеркиана. В период с 2009 по 2017 год Поссе также занимал должность руководителя управления проектом «Биокеанический коридор Аконкагуа» — инициативы по соединению Атлантического и Тихого океанов с помощью высокотехнологичного железнодорожного коридора. Во время этого проекта он познакомился с Хавьером Милеем.

## Политическая карьера
С июля 2023 года, в рамках президентских выборов, Поссе взял неоплачиваемый отпуск, чтобы полностью посвятить себя президентской кампании Хавьера Милея, кандидата от «Свобода наступает». Во время либертарианской кампании Поссе руководил техническими командами La Libertad Avanza. После победы Милея на выборах отряд координировал переходный процесс и присутствовал на первой встрече между избранным президентом Милеем и уходящим президентом Альберто Фернандесом в Кинта-де-Оливос для обсуждения передачи командования.

### Глава кабинета министров Аргентины
10 декабря 2023 года вступил в должность главы кабинета министров Аргентины. 27 мая 2024 года ушёл в отставку, его сменил бывший министр внутренних дел Гильермо Франкос.

## Личная жизнь
Поссе женат, у него один ребёнок.
Поссе — альпинист, несколько раз поднимался на Аконкагуа и участвовал в марафонах.